# The Long Lane (Derbyshire)
The Long Lane és el nom medieval i modern de la via romana que anava a través de Derbyshire des de l'est de Derventio, la fortificació romana i vicus als suburbis de la moderna Derby, fins a Rocester (on hi havia un assentament romà) i Draycott in the Moors. Des d'aquest punt la via canviava de nom, i continuava a través de Staffordshire fins a Chesterton, prop de Newcastle under Lyme. La seva destinació final era Middlewich (en llatí Salinae), des d'on es podia arribar fàcilment a la important ciutat de Chester.